# Paratelphusa
Paratelphusa é um gênero de traça pertencente à família Agonoxenidae.